# Jungfernheide

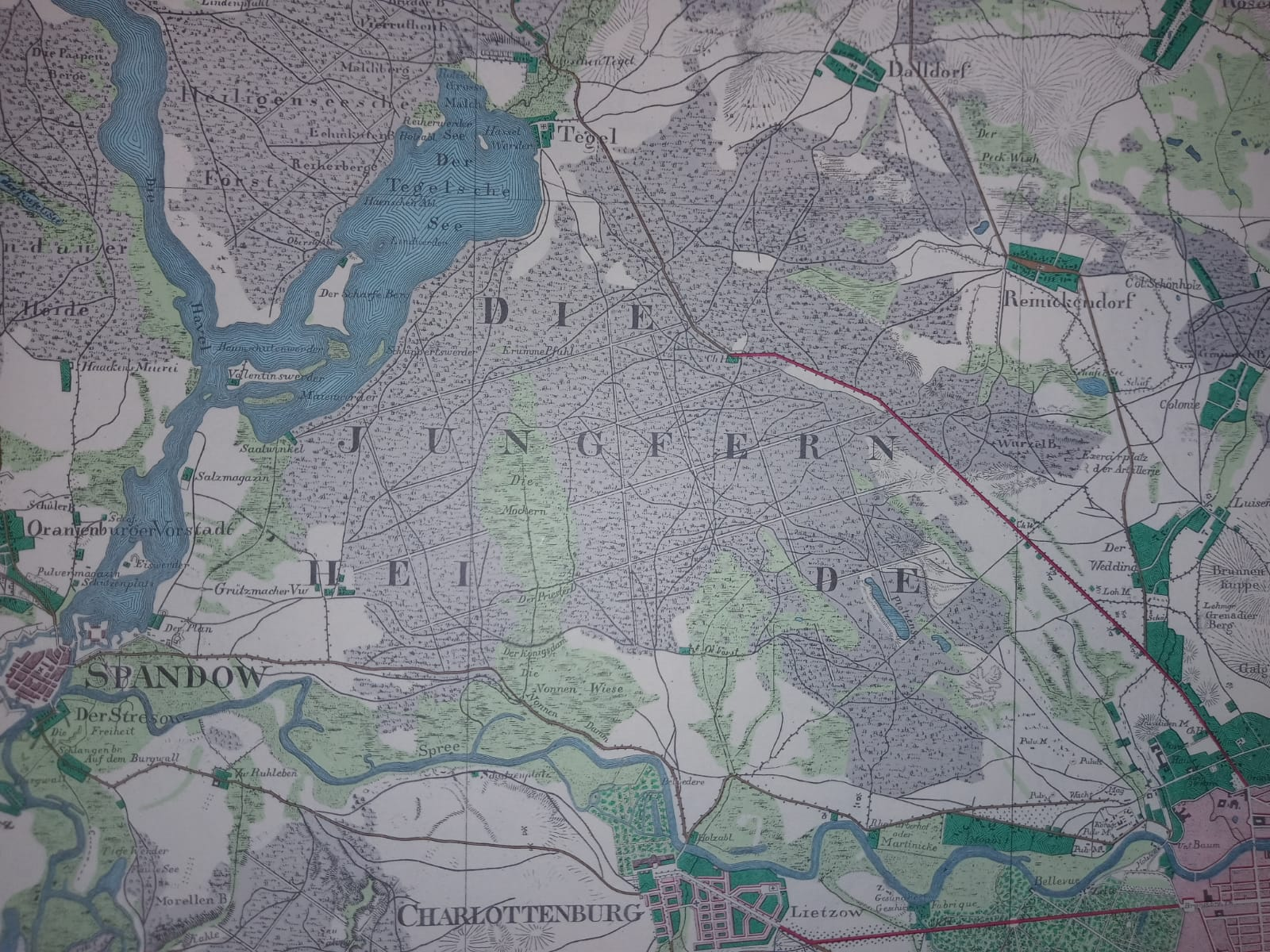
Jungfernheide um 1820

Die Jungfernheide ist ein Wald östlich von Spandau. Das ehemals sehr ausgedehnte Forstgebiet wurde zwischen etwa 1895 und 1960 stark verkleinert. Im Süden entstanden die neuen Ortsteile Siemensstadt und Charlottenburg-Nord. Ein großes zentrales Gebiet wurde zum Flughafen Berlin-Tegel. Nur ein kleiner Teil im Norden westlich vom Flughafensee ist heute noch als Forst erhalten.
Nach der Jungfernheide wurden benannt:
- Bahnhof Jungfernheide, seit 1877
- Volkspark Jungfernheide, seit 1923
- Wasserwerk Jungfernheide, seit 1896
- Die Schule an der Jungfernheide, eine integrierte Sekundarschule im Ortsteil Siemensstadt

Seit 2001 ist Jungfernheide der Name einer Ortslage in Berlin-Charlottenburg-Nord. Von 1904 bis 1920 war Jungfernheide der Name eines Gutsbezirks im Kreis Niederbarnim.

## Name
Der Name dieser Gegend ist von dem Wort Jungfer abgeleitet, womit die Angehörigen des Benediktinerinnenklosters in Spandau gemeint waren, zu deren Besitz das Gebiet im Mittelalter gehörte. Der Straßenname Nonnendamm geht ebenfalls auf die Spandauer Schwestern zurück, die diese Wegeverbindung von Spandau nach Berlin-Cölln befestigen ließen.

## Geschichte

### Forst- und Jagdland

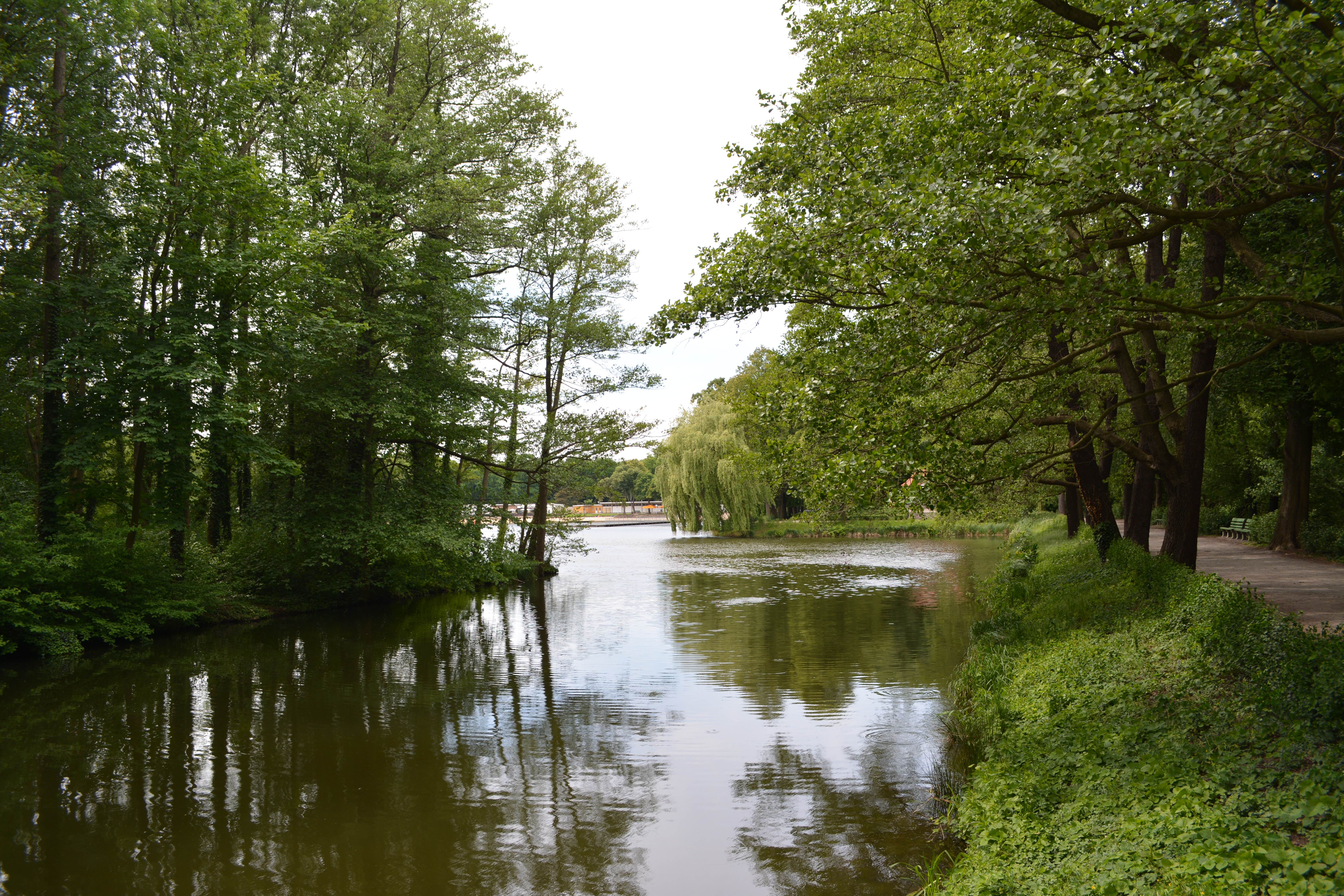
Blick auf den Nordteil des Jungfernheideteiches

Das östlich von Spandau gelegene Waldgebiet wurde bis um 1800 als kurfürstliches und königliches Jagdrevier genutzt. Entsprechend dem Sprachgebrauch im östlichen Deutschland wurde dieses Waldgebiet als „Heide“ bezeichnet. Am 28. Mai 1813 wurden in der Jungfernheide letztmals in Preußen Todesurteile durch Verbrennen auf dem Scheiterhaufen vollstreckt. Im Jahr 1823 wurden aus den Forstrevieren Charlottenburg und Tegel die Gutsbezirke Tegeler Forst und Jungfernheide gebildet.

### Militärische Nutzung
Ab 1824 befanden sich Exerzier- und Schießplätze in der Jungfernheide. Unter anderem wurde 1828 der Reinickendorfer Artillerie-Schießplatz von König Friedrich Wilhelm III. hierher verlegt. Zwischen 1896 und 1901 wurden in der Jungfernheide Kasernenbauten (Architekt: Feuerstein) für das Luftschiffer-Bataillon Berlin-Jungfernheide errichtet. In den 1930er Jahren wurde auf dem ehemals militärisch genutzten Gelände der privat betriebene Raketenflugplatz betrieben.

### Verkehrsanbindung
Der Bahnhof Jungfernheide wurde 1877 eröffnet. In diesem Jahr wurde der westliche Teil der Ringbahn vollendet, der vor allem für militärische Zwecke gebaut worden war. Er führte etwa 500 Meter am damaligen westlichen Stadtrand vorbei. Der Bahnhof, von dem seit 1980 mit der Stilllegung der Strecke Sonnenallee – Jungfernheide keine S-Bahn mehr fuhr, entwickelte sich seit der Wiedereröffnung im Jahr 1997 zu einem wichtigen Verkehrsknotenpunkt im Nordwesten Berlins. Hier gibt es Umsteigemöglichkeiten zwischen den S-Bahn-Linien S41 und S42, der U-Bahn-Linie U7, Regionalzügen, und Schnellbussen zum nahegelegenen ehemaligen Flughafen Tegel. Der Flughafen entstand nach dem Zweiten Weltkrieg in der eigentlichen Jungfernheide.

## Forst Jungfernheide
Der heutige Forst Jungfernheide besteht aus Mischwald und liegt zwischen Saatwinkel, Reinickendorf, dem Tegeler See sowie dem Flughafen Tegel. Der Forst wird durch das Forstamt Berlin-Tegel betreut. Ausflugsziel ist der Forst Jungfernheide vor allem wegen seiner Bademöglichkeiten am Tegeler See (DLRG-Station Reiswerder) sowie am Flughafensee.

## Volkspark Jungfernheide

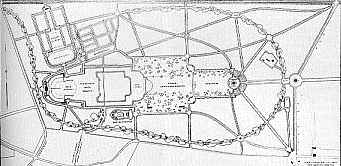
Entwurf der Anlage Volkspark Jungfernheide nach Erwin Barth

Der Volkspark ist eine rund 146 Hektar große Grünanlage (1800 m × 800 m), die sich vom Hohenzollernkanal und dem Saatwinkler Damm südlich bis zum Heckerdamm erstreckt. Westlich wird der Park durch den Jungfernheideweg und östlich durch einen Abschnitt der Bundesautobahn 111 begrenzt.

### Entstehung
Die Stadt Charlottenburg erwarb 1904 vom preußischen Staat ein etwa 200 Hektar großes Teilstück der Jungfernheide für die Anlage eines Stadtparks. Im gleichen Jahr (1904) wurde die Kolonie Gartenfeld Jungfernheide, Kolonie Rotes Kreuz auf dem Dienstacker der Försterei als eine der ersten Arbeitergarten-Anlagen in Berlin gegründet.

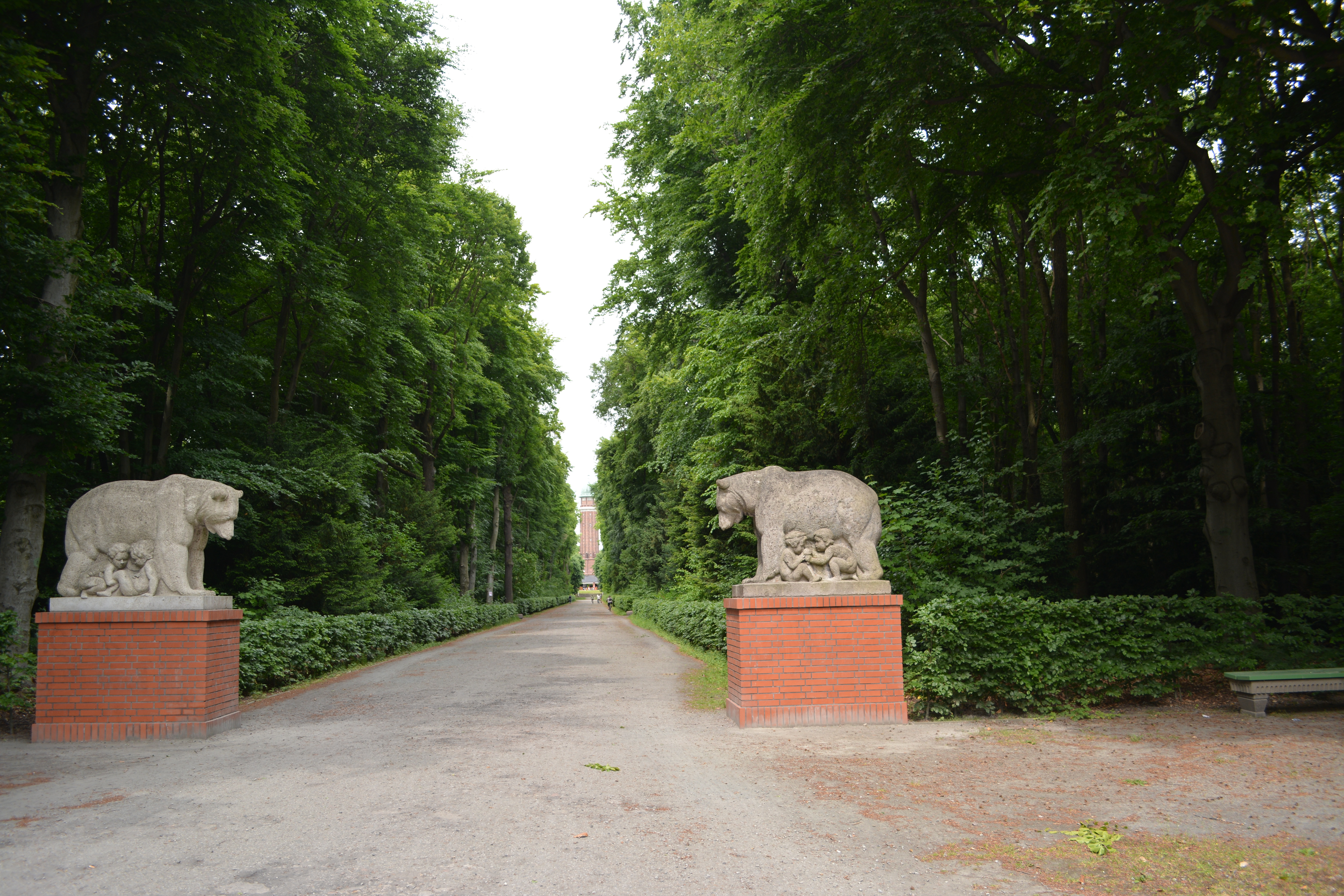
Bären mit spielenden Kindern

Mit der Erstellung eines Planes für die Gartenanlage wurde der Gartenbaudirektor Erwin Barth beauftragt. Allerdings wurde die Umsetzung der ersten Entwürfe durch den Beginn des Ersten Weltkriegs 1914 verhindert. Nach dem Krieg erstellte Barth überarbeitete Pläne, deren Ausführung diesmal wegen der Haushaltssperre aufgrund der bevorstehenden Eingemeindung Charlottenburgs in Groß-Berlin vereitelt wurde. Im Oktober 1920 wurden im Rahmen eines Notstandsprogramms zur Beseitigung der Arbeitslosigkeit rund 100 Erwerbslose für die Vorarbeiten auf dem Gelände eingestellt. Die Verwirklichung der von Barth vorgesehenen Einrichtungen wie Sportplätze, Freibad, Kinderspielplatz, Kindererholung und Wasserturm zog sich bis 1927 hin. In der Zeit von 1923 bis 1925 entstand die nach dem damaligen Oberbürgermeister von Berlin, Gustav Böß, benannte Gustav-Böß-Bühne, ein Freilufttheater nach dem Vorbild des antiken Theaters in Ephesos für 2000 Besucher. Die Eröffnung des Parks fand am 27. Mai 1923 im Rahmen der Spiel- und Sportwochen im damaligen Bezirk Charlottenburg statt. Auch die Mitarbeiter Pöthig und Richard Ermisch beteiligten sich an der Realisierung der großen Anlage.

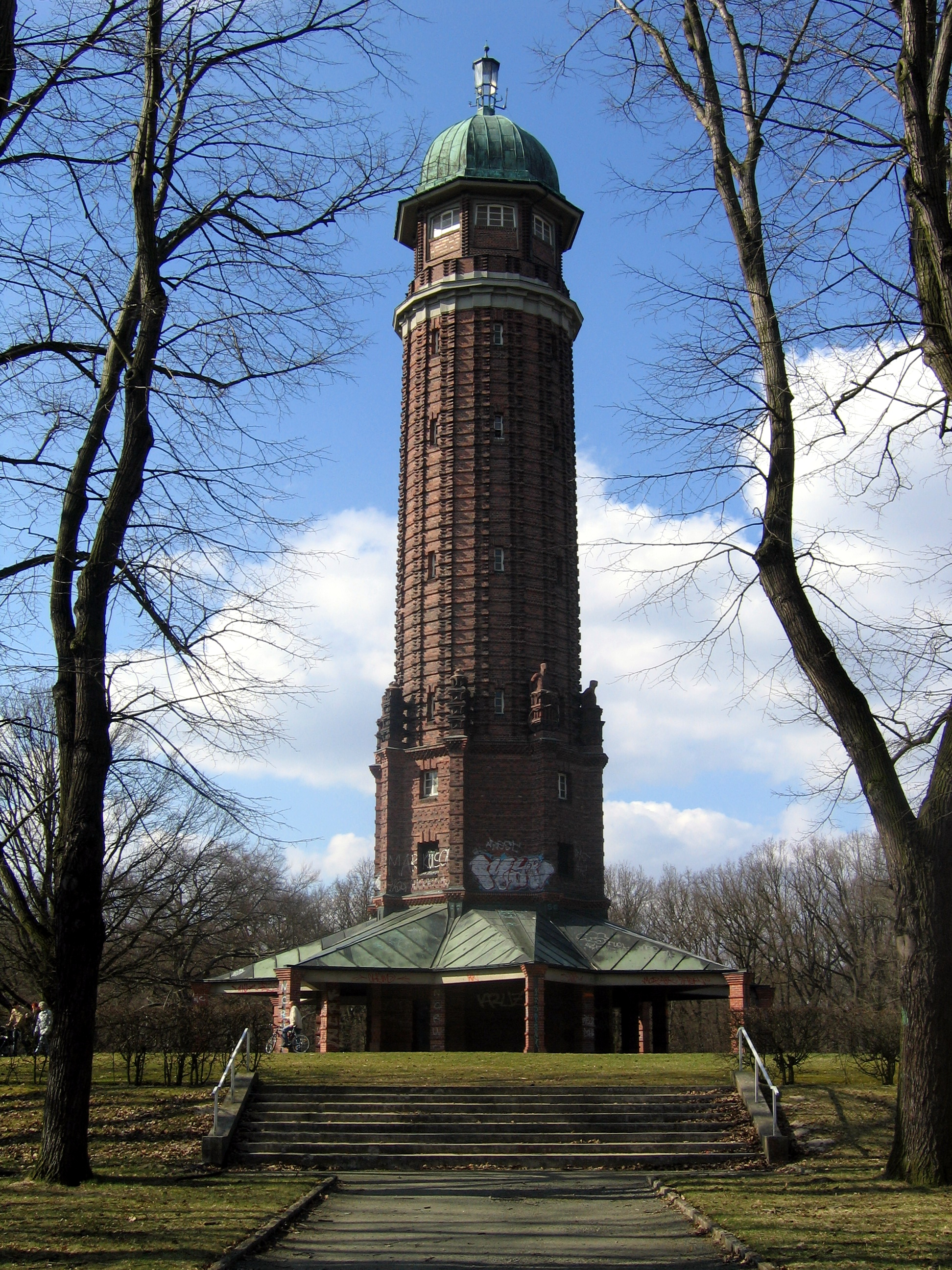
Wasserturm im Volkspark Jungfernheide

Ein Wasserturm war schon in den ersten Planungen von Erwin Barth vorgesehen. Er sollte eine architektonische Landmarke innerhalb der Sichtachse bilden, als Aussichtsturm dienen und eine Kaffeewirtschaft beherbergen. Der zuständige Leiter der Hochbauamtes, Walter Helmcke, kürzte den vorgesehenen Turm um mehrere Meter und gestaltete ihn gedrungener, auch wurde auf die Kaffeewirtschaft verzichtet. Der Turm wurde im Stil des Backsteinexpressionismus von 1925 bis 1927 errichtet.
Als eine Attraktion galten damals zwei aus Muschelkalk in der Bildhauerwerkstatt von Hermann Pagels hergestellte Bärenskulpturen. Sie zeigten stehende Bären, an deren Seite Kinder spielten, auf aus Backsteinen gemauerten Postamenten. Die Bären markierten den südöstlichen Haupteingang zum Volkspark und bildeten eine Sichtachse zum Wasserturm.
Im Jahr 1925 wurde ein Ehrenhain für die im Ersten Weltkrieg gefallenen Niederdeutschen errichtet. Hiermit hatte die niederdeutsche Vereinigung Groß-Berlins 1923 Barth beauftragt. Dieser entwarf einen von Hecken umgebenen Andachtsraum mit Vorhalle und einem Platz mit einer großen Eiche in der Mitte sowie drei Stelen. Wegen Geldmangel konnte die Gedenkstätte erst im Herbst 1933 bezahlt werden.
Ein Gehege für Schwarz- und Damwild wurde 1931 der Öffentlichkeit übergeben.
Diese für jedermann nutzbare Grünanlage war das größte Projekt von Erwin Barth.

### Projekt Jungfernheide Nord-Ost
Im Jahr 1928 lieferte Barth, nunmehr in Zusammenarbeit mit Paul Mittelstädt, Pläne für eine Erweiterung des Jungfernheideparks Richtung Nord-Osten ab (Projekt Jungfernheide Nord-Ost) als grüne Zone zwischen dem Volkspark Rehberge und dem Volkspark Jungfernheide. Es handelte sich hierbei um eine Fläche nördlich des zuerst eröffneten Geländes, das zum damaligen Bezirk Wedding zählte. Sie sollte der Erholung der Bürger und für Freizeit und kulturelle Unternehmungen genutzt werden. Vorgesehen waren unter anderem eine große Spielwiese, eine Schäferei, ein Strohhaus und Stierskulpturen. 1933 wurde hier die Hermann-Göring-Kaserne errichtet.

### Rekonstruktion und Ausbau nach 1945
Im Zweiten Weltkrieg erlitt der Park zahlreiche Zerstörungen. Nach dem Krieg wurden durch Straßenausbauten des Kurt-Schumacher-Damms und der Stadtautobahn Teile des Heideparks zerstört, insbesondere der historische Haupteingang. Von den beiden Bärenskulpturen am Bärenplatz war eine verschwunden.
Auch der Krieger-Ehrenhain wurde bei der Verbreiterung des Tegeler Weges (heute: Kurt-Schumacher-Damm) zerstört. Danach wurden Ersatzeingänge geschaffen, so der Eingang am Heckerdamm und an der Westseite des Parks am Jungfernheideweg.

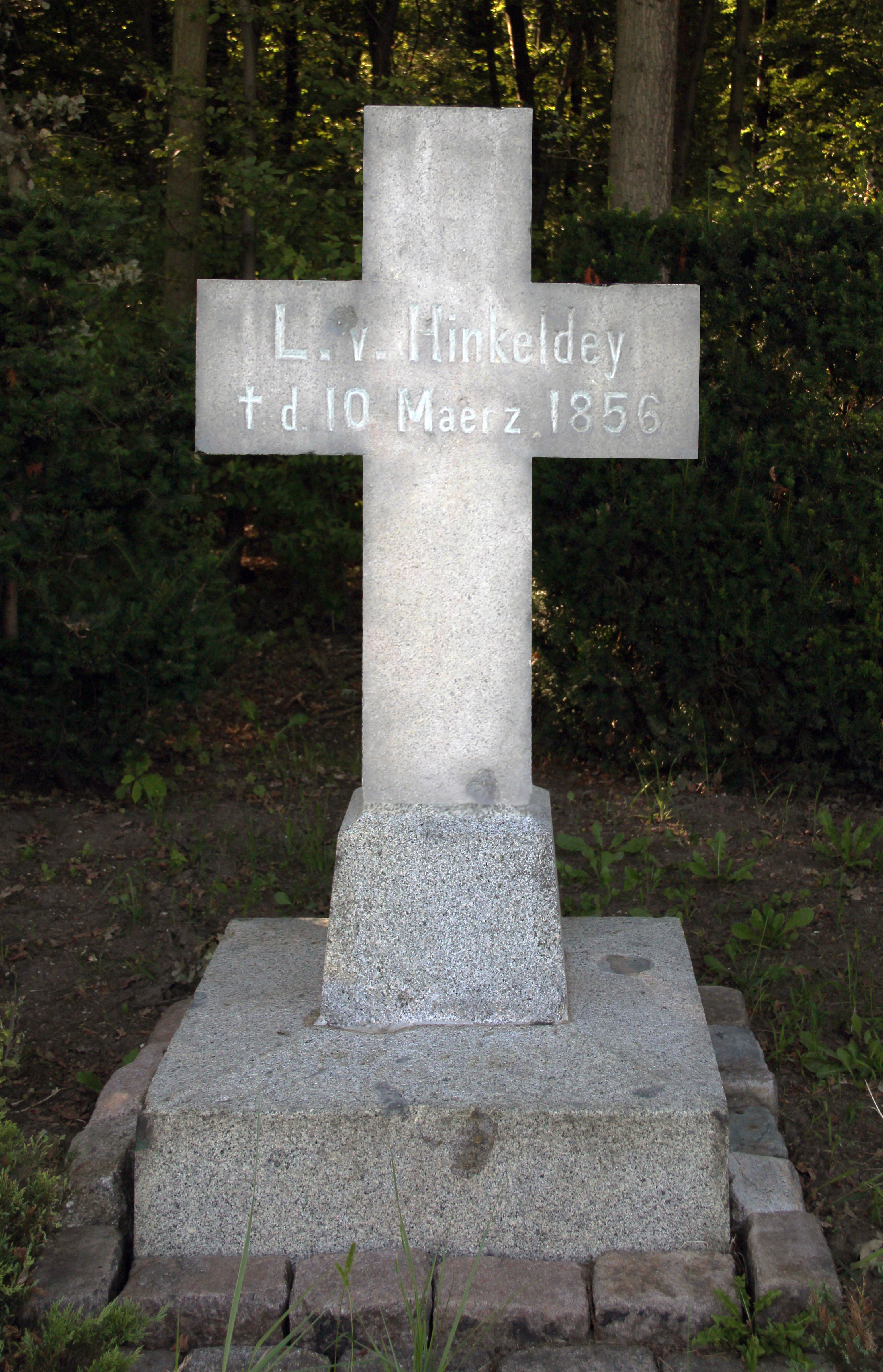
Gedenkstein für Karl Ludwig Friedrich von Hinckeldey im Volkspark Jungfernheide

Ein am Eingang Kurt-Schumacher-Damm stehendes Gedenkkreuz erinnert an Ludwig von Hinckeldey, einen Berliner Polizeipräsidenten, der sich um den kommunalen Aufbau der Stadt verdient gemacht hat und 1856 bei einem Duell in der Jungfernheide von Hans Wilhelm von Rochow erschossen wurde.
Im ehemaligen Wildgehege der Jungfernheide befindet sich ein rund 5500 m² großes eingezäuntes Areal, das in den 1990er Jahren zum Hundeauslaufgebiet erklärt wurde. Die Wildgehege wurden hierbei in östliche Parkteile verlegt; im Jahr 2013 wurde der Wildbestand aber nach Brandenburg abgegeben. Im Sommer 2010 nahm ein Hochseilgarten den Betrieb auf, dessen Anmeldebereich sich in der Nähe des Wasserturms befindet.
Im April 2011 konnte die zweite sieben Tonnen schwere Bärenskulptur, als Kopie aus englischem Muschelkalk geschlagen, wieder aufgestellt werden. Sie war mit 52.000 Euro aus dem Investitionsprogramm Nationale UNESCO-Welterbestätten finanziert und nach Originalunterlagen von dem Bildhauer Vincenz Repnik aus der Firma Opus Denkmalpflege neu geschaffen worden. Zuvor hatte man in einer nahegelegenen Kindertagesstätte ein Fragment der ursprünglichen Figur wiederentdeckt. Dieses soll einen Platz im Bezirksmuseum Charlottenburg-Wilmersdorf erhalten. Weitere Sanierungsarbeiten mithilfe der Fördergelder wie die Erneuerung von Wegen, die Neuanlage von Gehölzflächen, die Aufstellung neuer Bänke nach den Vorlagen des Gartenplaners (daher auch „Barth-Bänke“ genannt) oder die Rekonstruktion eines Pavillons am Teichufer konnten ebenfalls erfolgen.
Der Jungfernheidepark ist nicht in die Liste der Welterbestätten aufgenommen, aber die benachbarte Ringsiedlung am Heckerdamm, die als ‚Siemensstadt‘ bekannt ist. Die Fördermittel dürfen dabei auch für die Verschönerung benachbarter Gebiete, wie beispielsweise den Volkspark Jungfernheide, verwendet werden.

### Parkausstattung

Jungfernheideteich

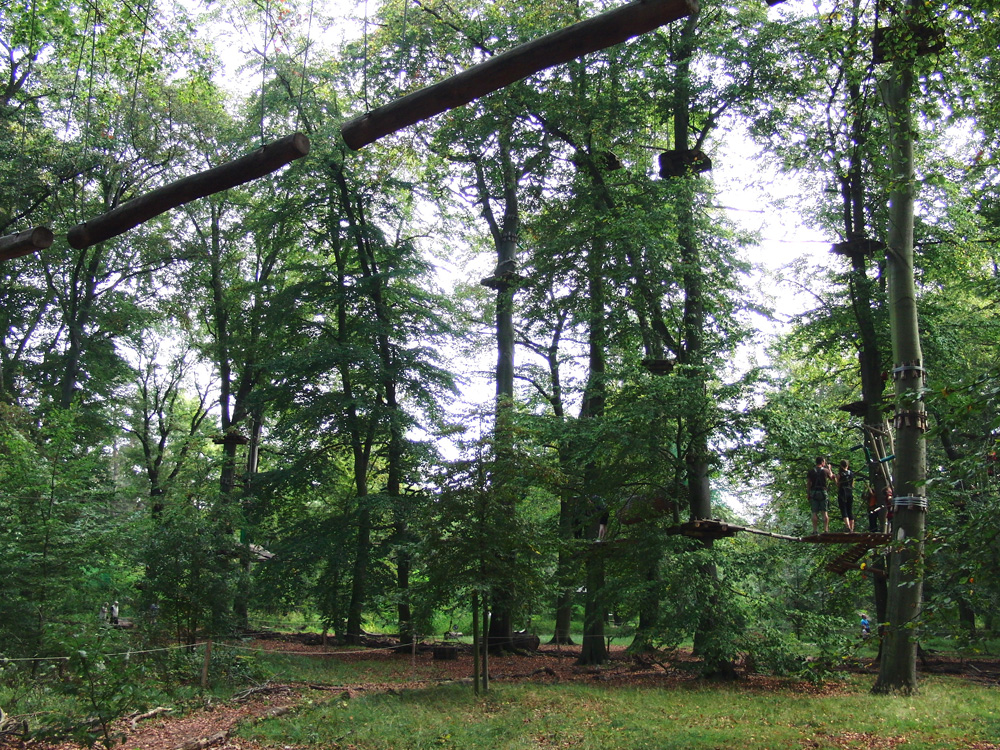
Der Waldhochseilgarten, Jungfernheide

Blick auf Eingang zum Freibad Jungfernheide vom Jungfernheideweg

In dem in verschiedene Bereiche unterteilten Volkspark befinden sich mehrere Baulichkeiten und Einrichtungen wie:
- Sportplätze im Nordwesten
- ein 1956 als Abenteuerspielplatz erweitertes Spielgelände für Kinder
- die vom Bezirksamt unterhaltene Baumschule
- die Gustav-Böß-Freilichtbühne mit Kulturbiergarten Jungfernheide
- der Wasserturm im Stil des Backsteinexpressionismus, dessen Erdgeschoss als Café mit Biergarten genutzt wird
- der Waldhochseilgarten im Südosten
- ehemaliges Gehege für Wildtiere, jetzt Hundefreilaufgelände

Im mittleren Bereich gibt es den künstlich angelegten Jungfernheideteich mit einem Strandbad an seinem Südufer. Dieser Teich erhält frisches Wasser über den Nonnengrabenkanal aus dem Berlin-Spandauer Schifffahrtskanal und gibt sein Wasser an die tiefer gelegene Spree ab.

## Wasserwerk Jungfernheide
Im Jahr 1896 wurde das Wasserwerk Jungfernheide in Betrieb genommen. Hier wurde das Trinkwasser aus dem Tegeler See aufbereitet. Seit 2001 ist das Wasserwerk stillgelegt mit der Option der jederzeitigen Wiederaufnahme des Betriebs.